# Водоходи (аэропорт)
Водоходи (чеш. Letiště Vodochody) (ИАТА: VOD, ИКАО: LKVO) — международный аэропорт, обслуживающий регулярные чартерные и грузовые рейсы, находится в 25 км к северу от Праги, в одноимённом населённом пункте.

## Структура
На территории аэропорта есть основная ВПП и аварийная, обладающие специальной подсветкой для увеличения степени безопасности при осуществлении взлёта или посадки в тёмное время суток и в условиях ограниченной видимости.
В здании воздушного вокзала имеются услуги упаковки багажа, есть справочные стойки, магазины и рестораны. Около входа в здание аэровокзала обустроен небольшой паркинг.

## История
Аэропорт был основан в 1919 году. В его развитии принимал участие государственный авиазавод «Летов».
В 2014 году было принято решение о реконструкции и расширении аэропорта, для снижения нагрузки на международный аэропорт имени Вацлава Гавела.

## Транспорт
Добраться до аэропорта можно за 40—50 минут по трассе Е 55, соединяющей города Теплице, Прагу и Табор. 